# Plethodon
Genre
Synonymes
- Sauropsis Fitzinger, 1843

Plethodon est un genre d'urodèles de la famille des Plethodontidae.

## Répartition
Les 55 espèces de ce genre se rencontrent dans l'Est et dans l'ouest de l'Amérique du Nord.

## Liste des espèces
Selon Amphibian Species of the World (25 mars 2014) :
- Plethodon ainsworthi Lazell, 1998
- Plethodon albagula Grobman, 1944
- Plethodon amplus Highton & Peabody, 2000
- Plethodon angusticlavius Grobman, 1944
- Plethodon asupak Mead, Clayton, Nauman, Olson & Pfrender, 2005
- Plethodon aureolus Highton, 1984
- Plethodon caddoensis Pope & Pope, 1951
- Plethodon chattahoochee Highton, 1989
- Plethodon cheoah Highton & Peabody, 2000
- Plethodon chlorobryonis Mittleman, 1951
- Plethodon cinereus (Green, 1818)
- Plethodon cylindraceus (Harlan, 1825)
- Plethodon dorsalis Cope, 1889
- Plethodon dunni Bishop, 1934
- Plethodon electromorphus Highton, 1999
- Plethodon elongatus Van Denburgh, 1916
- Plethodon fourchensis Duncan & Highton, 1979
- Plethodon glutinosus (Green, 1818)
- Plethodon grobmani Allen & Neill, 1949
- Plethodon hoffmani Highton, 1972
- Plethodon hubrichti Thurow, 1957
- Plethodon idahoensis Slater & Slipp, 1940
- Plethodon jordani Blatchley, 1901
- Plethodon kentucki Mittleman, 1951
- Plethodon kiamichi Highton, 1989
- Plethodon kisatchie Highton, 1989
- Plethodon larselli Burns, 1954
- Plethodon meridianus Highton & Peabody, 2000
- Plethodon metcalfi Brimley, 1912
- Plethodon mississippi Highton, 1989
- Plethodon montanus Highton & Peabody, 2000
- Plethodon neomexicanus Stebbins & Riemer, 1950
- Plethodon nettingi Green, 1938
- Plethodon ocmulgee Highton, 1989
- Plethodon ouachitae Dunn & Heinze, 1933
- Plethodon petraeus Wynn, Highton & Jacobs, 1988
- Plethodon punctatus Highton, 1972
- Plethodon richmondi Netting & Mittleman, 1938
- Plethodon savannah Highton, 1989
- Plethodon sequoyah Highton, 1989
- Plethodon serratus Grobman, 1944
- Plethodon shenandoah Highton & Worthington, 1967
- Plethodon sherando Highton, 2004
- Plethodon shermani Stejneger, 1906
- Plethodon stormi Highton & Brame, 1965
- Plethodon teyahalee Hairston, 1950
- Plethodon vandykei Van Denburgh, 1906
- Plethodon variolatus (Gilliams, 1818)
- Plethodon vehiculum (Cooper, 1860)
- Plethodon ventralis Highton, 1997
- Plethodon virginia Highton, 1999
- Plethodon websteri Highton, 1979
- Plethodon wehrlei Fowler & Dunn, 1917
- Plethodon welleri Walker, 1931
- Plethodon yonahlossee Dunn, 1917

## Publication originale
- Tschudi, 1838 : Classification der Batrachier, mit Berucksichtigung der fossilen Thiere dieser Abtheilung der Reptilien, p. 1-99 (texte intégral).